# 569
El 569 (DLXIX) fou un any comú començat en dimarts del calendari julià. L'ús del nom «569» per referir-se a aquest any es remunta a l'alta edat mitjana, quan el sistema Anno Domini esdevingué el mètode de numeració dels anys més comú a Europa.

## Esdeveniments
- El regne d'Alòdia (Núbia) es converteix al cristianisme
- Setge d'Arle per part dels francs
- Els llombards dominen la vall del Po